# Peterskirche (Basel)

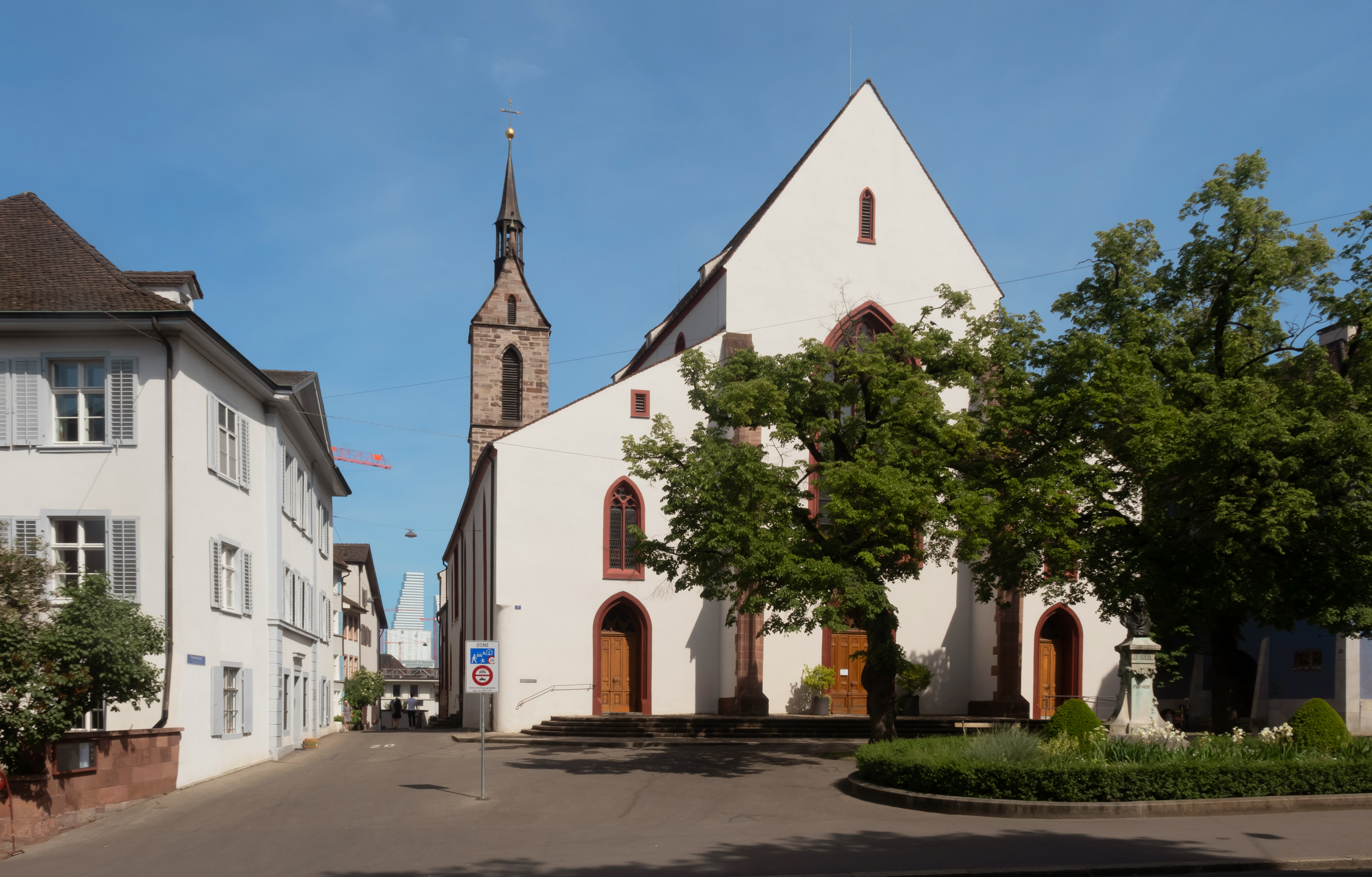
Peterskirche

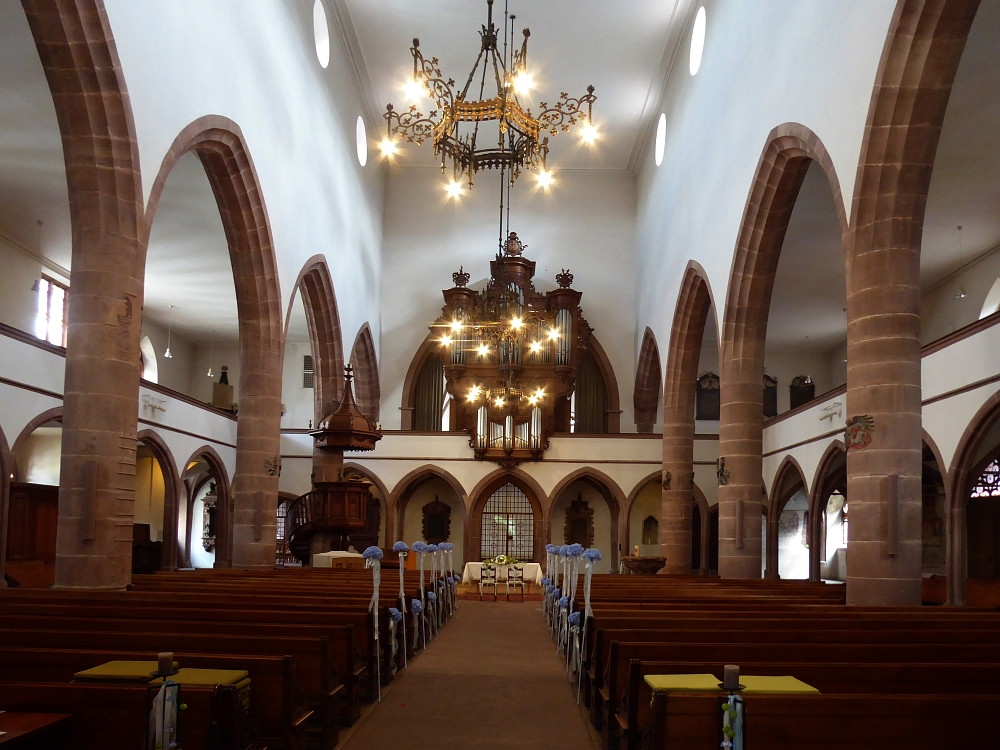
Innenraum der Peterskirche

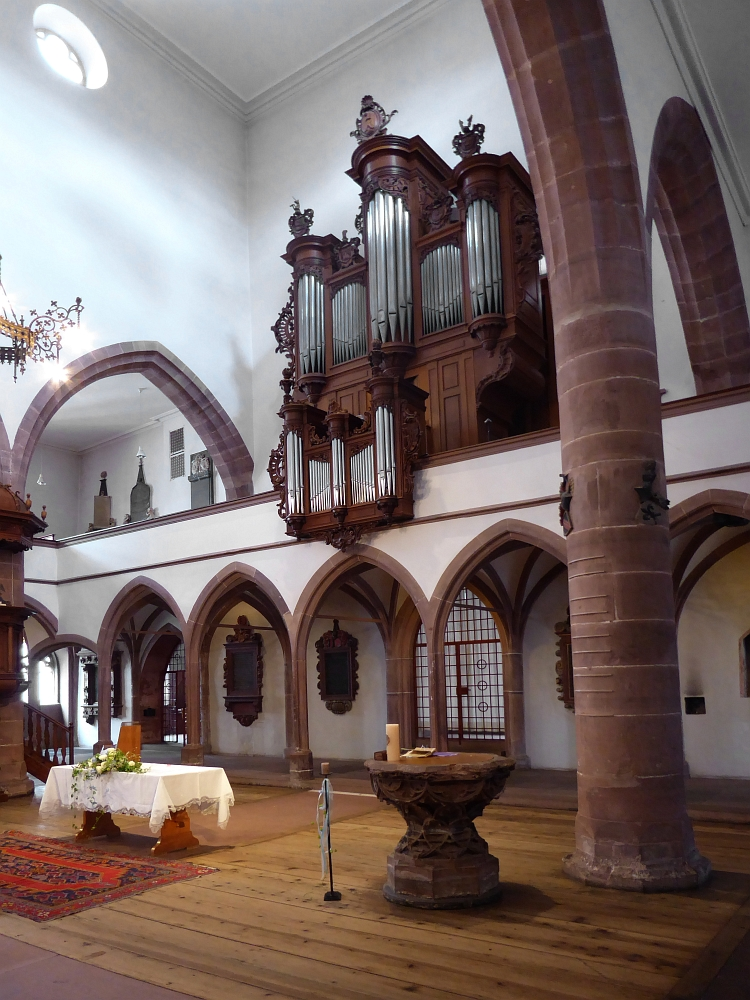
Das Hauptschiff nach Osten mit Altar, Taufstein, Lettner und Orgel

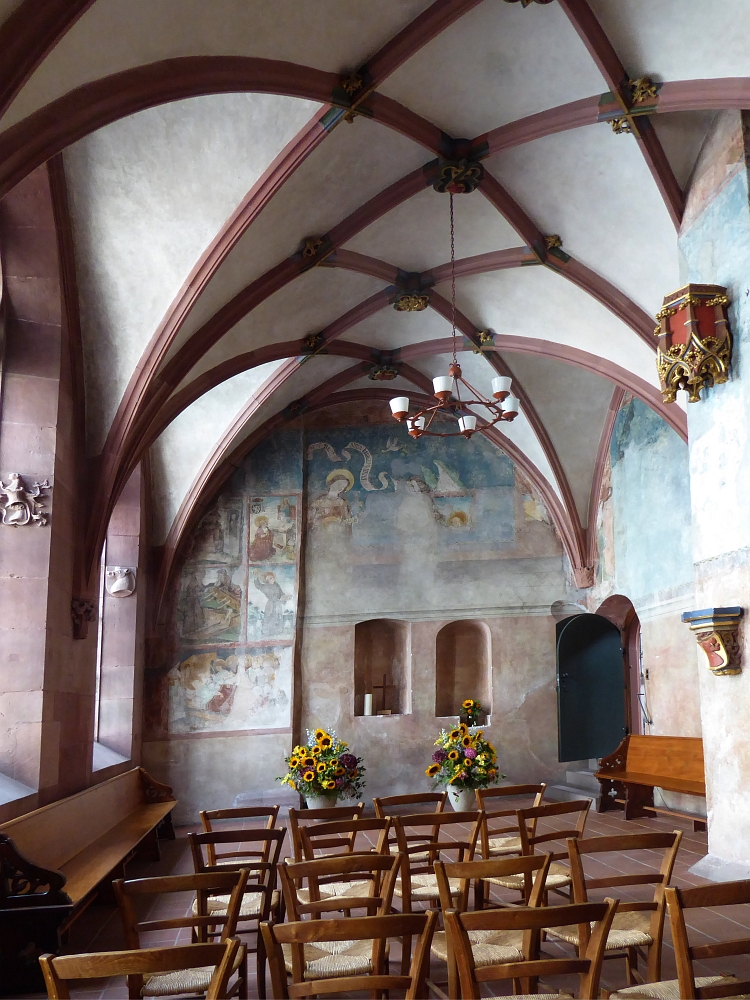
Marien- oder Eberlerkapelle

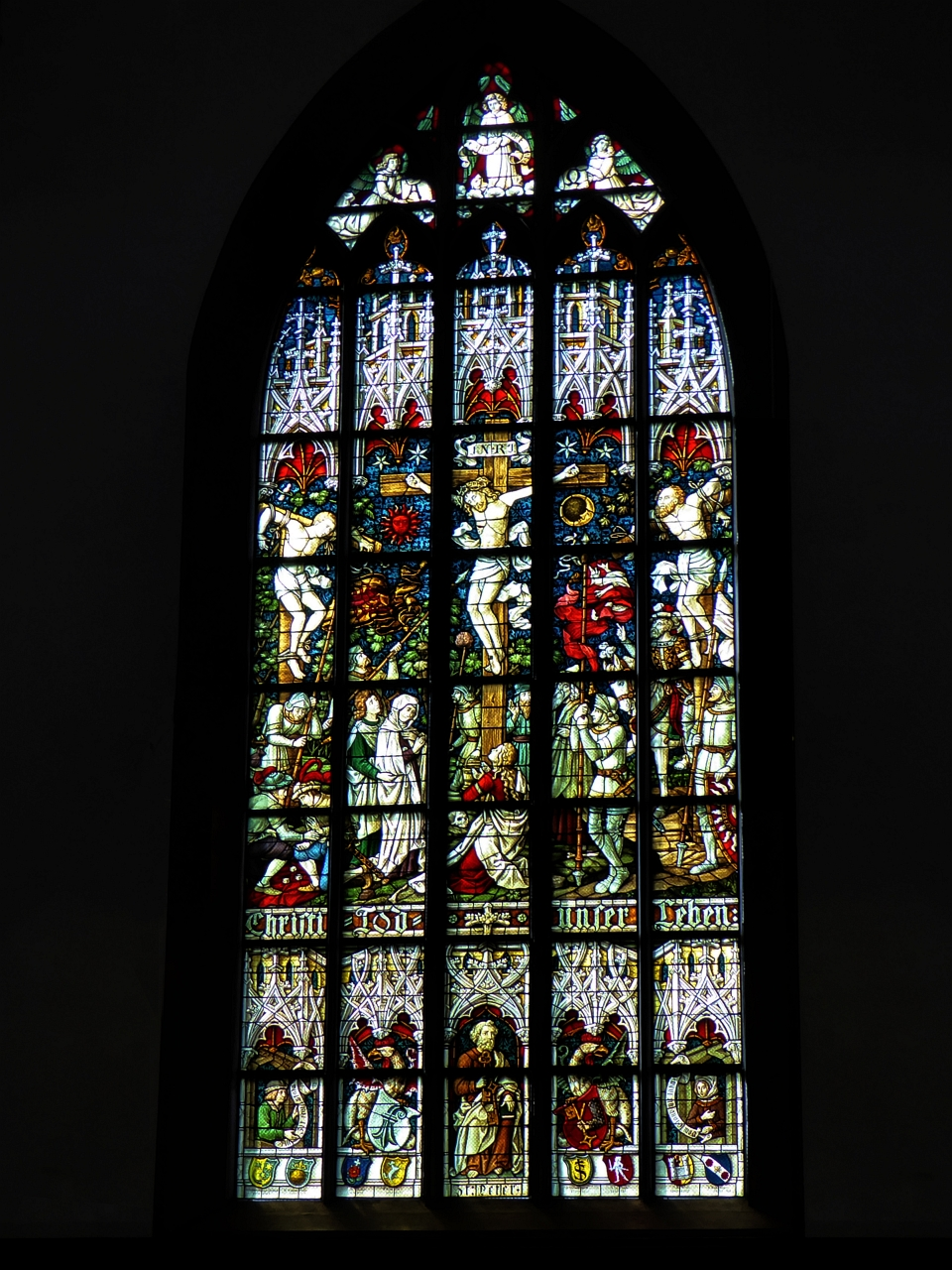
Fenster in der Westfassade

Die Peterskirche ist ein Sakralbau in der Schweizer Stadt Basel. Sie ist den Heiligen Petrus und Paulus geweiht und dient nach Umnutzungen und Erneuerungen seit 1529 als evangelisch-reformierte Kirche.

## Lage
Die Peterskirche ist eine der vier alten Pfarrkirchen in der Grossbasler Altstadt. Sie steht über dem westlichen Rand des Birsigtals, der Martinskirche gegenüber.

## Baugeschichte
An dieser Stelle gab es bereits einen kirchlichen Vorgängerbau, der vermutlich aus dem 9. Jahrhundert stammte. Bis 1233 wurde das damalige Gotteshaus als Pfarrkirche und Chorherrenstift ausgebaut und erneuert. Das Basler Erdbeben von 1356 fügte dem Gebäude schwere Schäden zu, es musste neu errichtet werden. Dabei wurde der Chor umgestaltet.
Die Peterskirche wurde vermutlich in karolingischer Zeit als Begräbniskirche gegründet. Auf diese Funktion weist bis heute der Name des Totengässleins, welches aus dem Stadtzentrum zu ihr hinaufführt. Im Jahre 1035 soll sie Pfarrkirche geworden sein. 1230/1233 wurde das Chorherrenstift gegründet und in der Folge entstand in den Grundzügen der heutige Bau. Der Turm, auf der Nordseite des Chors, wurde ab 1270 errichtet und erhielt 1501/1502 seinen Dachreiter.
Schon früh begann man, die 16 Kanonikate in Professorenstellen an der 1460 gegründeten Basler Universität umzuwandeln, das Kapitel überdauerte so auch die Reformation und wurde erst 1813 formell aufgelöst.

## Architektur
Das geräumige Langhaus, die «Leutkirche», wurde nach den Richtlinien der Bettelordenskirchen geplant und vor 1388 fertiggestellt. Das Mittelschiff wird von zwei Seitenschiffen durch Arkaden abgegrenzt, gegen Osten versperrt der um 1350 entstandene Lettner mit der Orgel die Sicht in den Chor. Die Wände sind geweisst, 1692 wurde auch die Holzdecke vergipst.
Der langgestreckte Chor wurde 1477–1481 eingewölbt, die zwölf Schlusssteine zeigen die zwölf Apostel in Halbfigur. Zur gleichen Zeit entstand auch das grosse Ostfenster. An der Südwand befindet sich ein dreiteiliger steinerner Zelebrantensitz. Türen führen zum Turm und in Nebenräume.
Neben dem Chor liegt in der Verlängerung des nördlichen Seitenschiffs die Marien- oder Eberlerkapelle, gegenüber im Süden die Martins- oder Kappenbachkapelle.

## Ausstattung
Die Peterskirche ist nach dem Münster die am reichsten ausgestattete Kirche der Stadt Basel.
Die zahlreichen Wandmalereien aus dem 14. bis 16. Jahrhundert wurden nach der Reformation übertüncht, bedeutende Reste sind wieder freigelegt worden. Im südlichen Seitenschiff befindet sich eine zwischen 1377 und 1393 entstandene Grablegung Christi, welche «zu den bedeutendsten Zeugnissen gotischer Malerei am Oberrhein» gezählt wird. In der Marien- oder Eberlerkapelle trägt die Südwand Fragmente einer Kreuzaufrichtung aus der Zeit um 1420. Die Ostwand zeigt einen um 1450 entstandenen Marienzyklus. Die Verkündigung rechts daneben gehört zur Ausstattung der Kapelle, mit welcher der Stifter Mathis Eberler den Maler Martin Koch um 1475 beauftragte. In der Martins- oder Keppenbachkapelle südlich des Chors ist das gut erhaltene Wandbild einer Verkündigung an Maria (um 1400) zu sehen. Bemerkenswert ist darin die Darstellung Gottes mit Dreigesicht (Trifrons) als Abbild der Trinität.
Das kunstvoll geschnitzte Chorgestühl wurde 1494–1498 vom Tischmacher Ulrich Bruder aus Konstanz zusammen mit Basler Gehilfen geschaffen.
Der Taufstein im Mittelschiff aus rotem Sandstein entstand 1513 nach einem Stich von Jörg Syrlin d. J. Er war ursprünglich farbig gefasst, auch sind nur noch Fuss und Becken vorhanden, der Schaft dazwischen ist verloren.
Die Kanzel stammt aus der Zeit um 1620 und wird Franz Pergo zugeschrieben.
An der Westwand der Marien- oder Eberlerkapitelle ist die Grabplatte für den 1527 verstorbenen Buchdrucker Johann Froben angebracht. Den hebräischen Text verfasste Sebastian Münster, den griechischen und lateinischen Erasmus von Rotterdam. An der Aussenwand des nördlichen Seitenschiffs befinden sich Epitaphien für die Mathematiker Johann I Bernoulli (gestorben 1748), Nikolaus I Bernoulli (gestorben 1759) und Daniel Bernoulli (gestorben 1782).

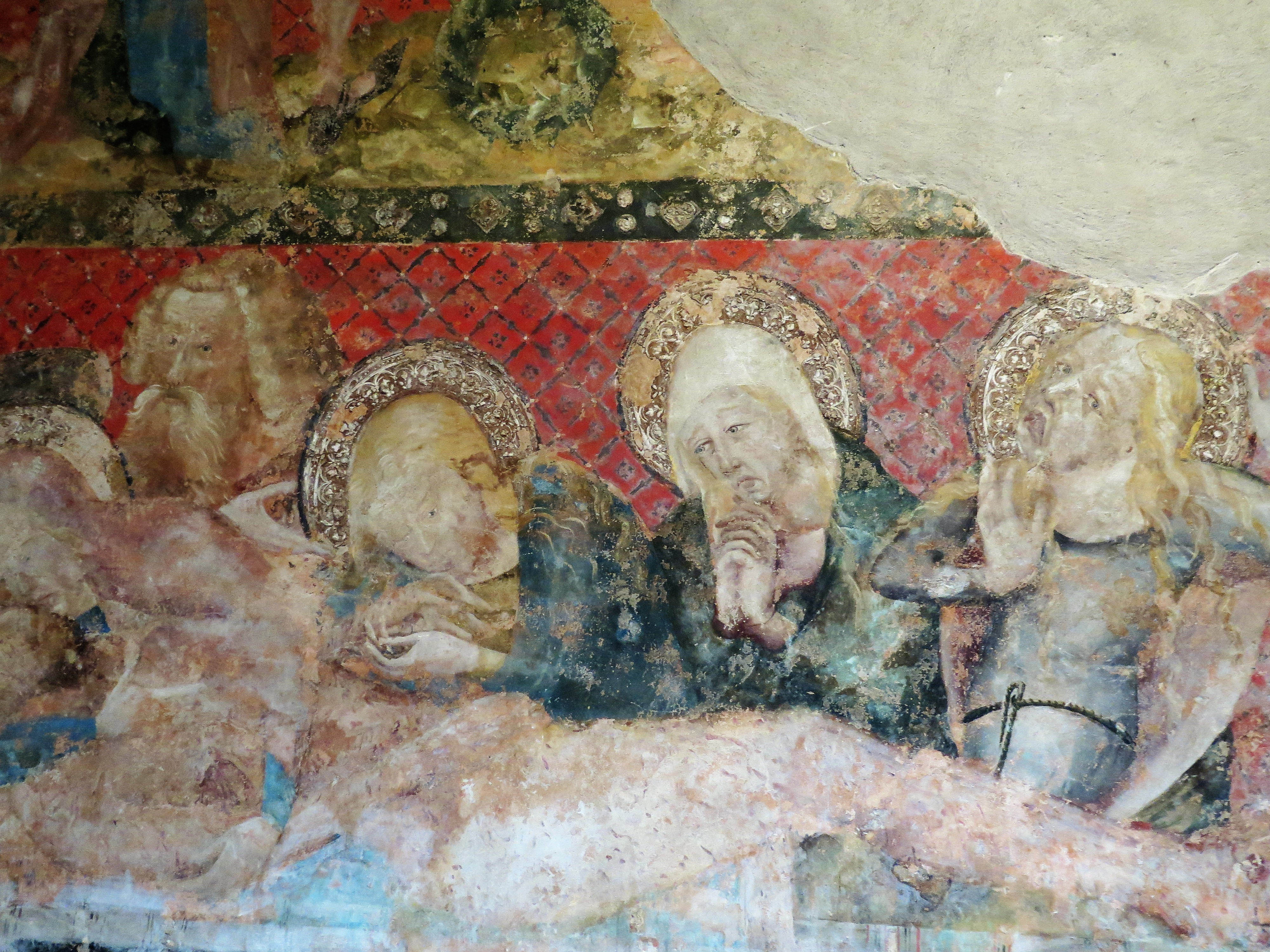
Grablegung, 1377–1393
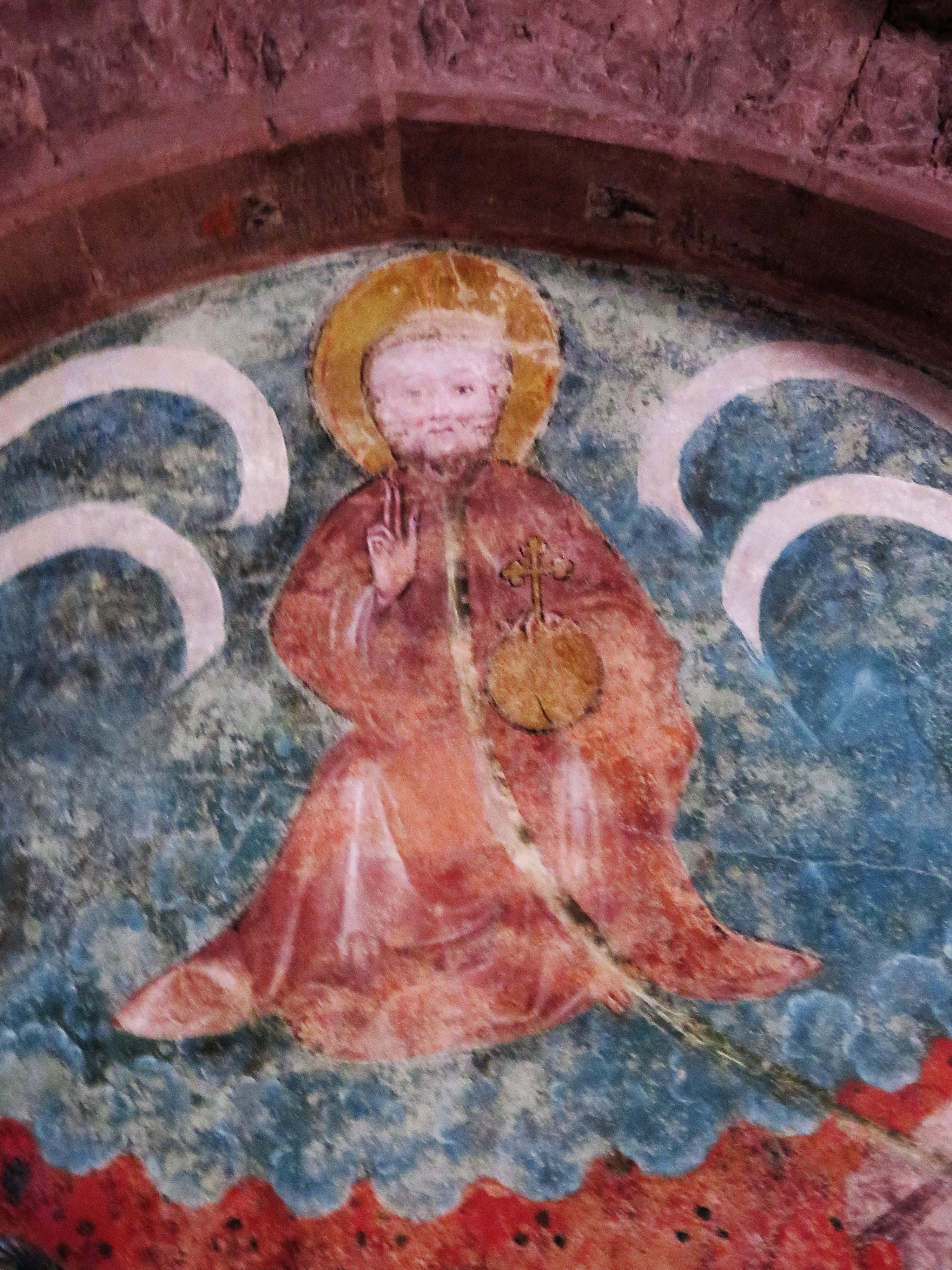
Trifrons, um 1400
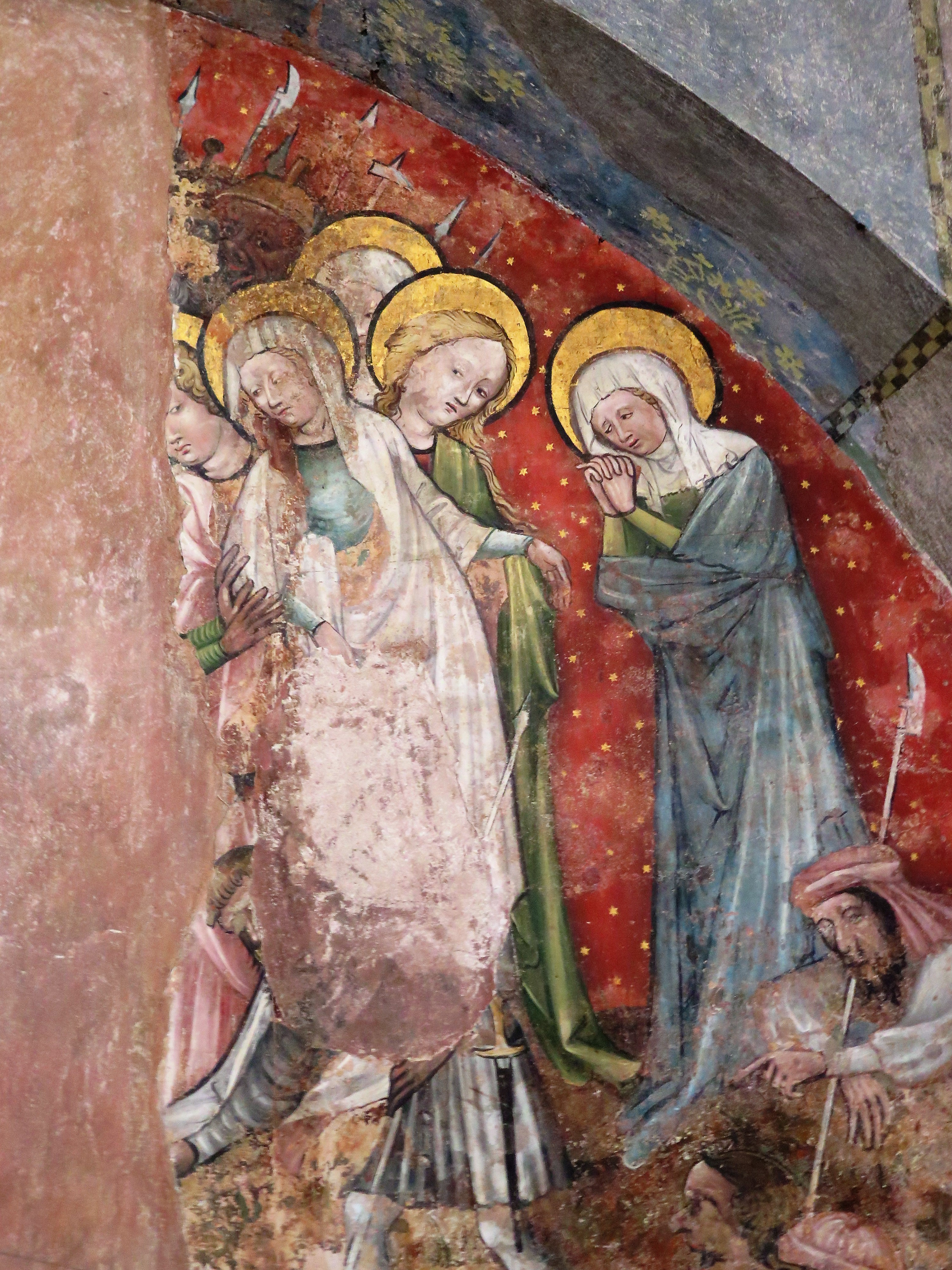
Kreuzaufrichtung, um 1420
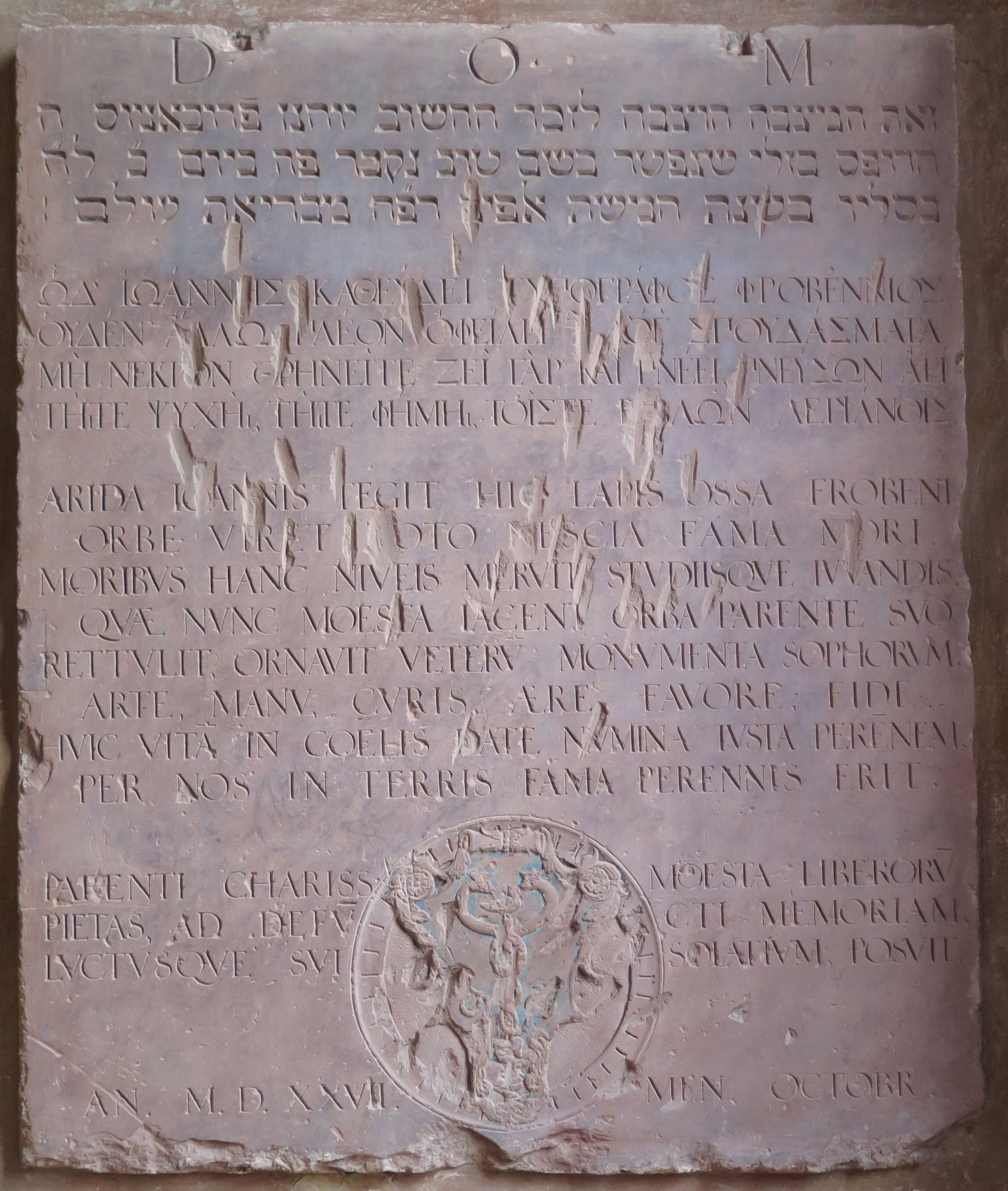
Grabplatte für Johann Froben, 1527
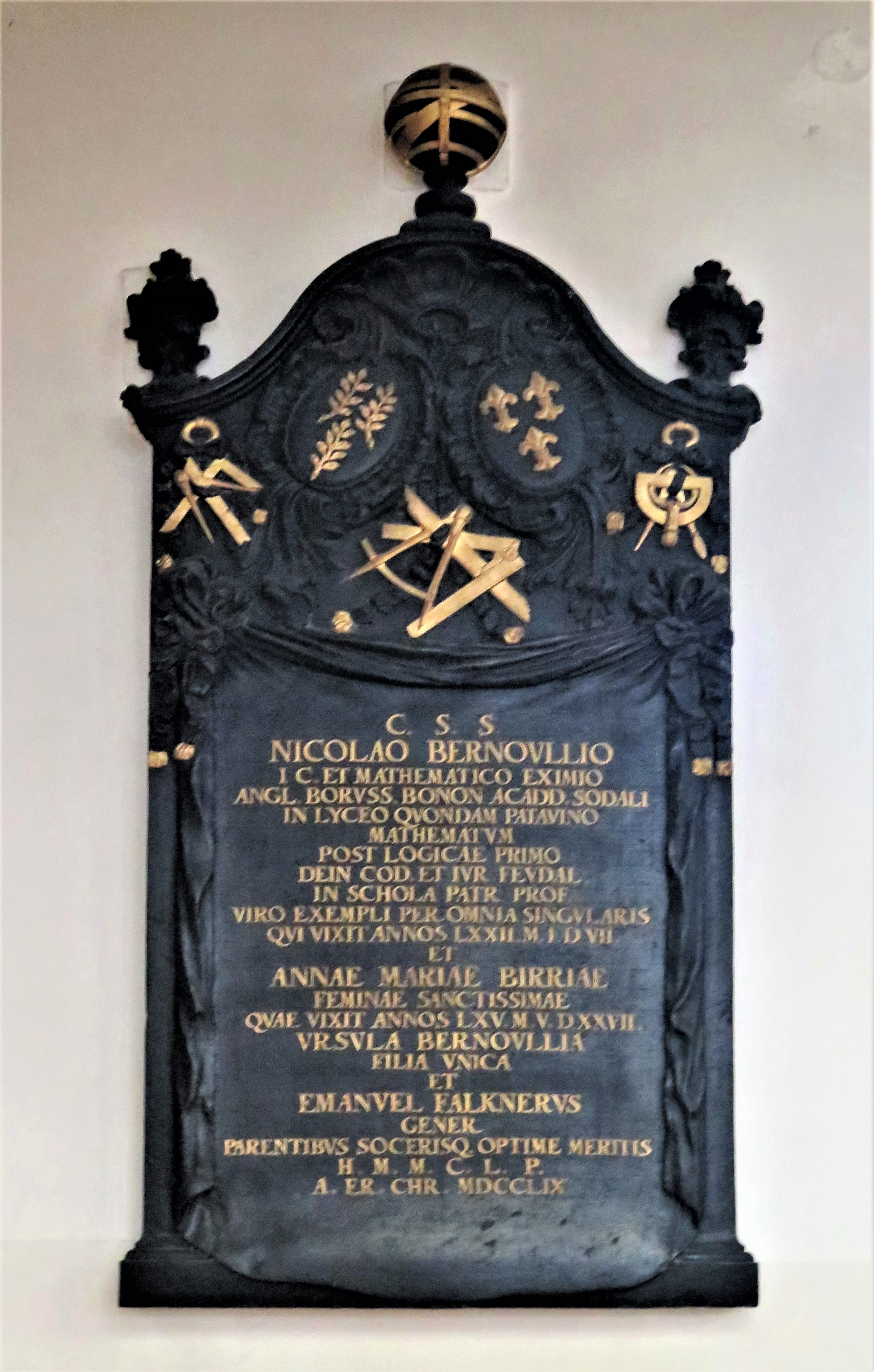
Epitaph für Nikolaus I Bernoulli, 1759

## Orgel

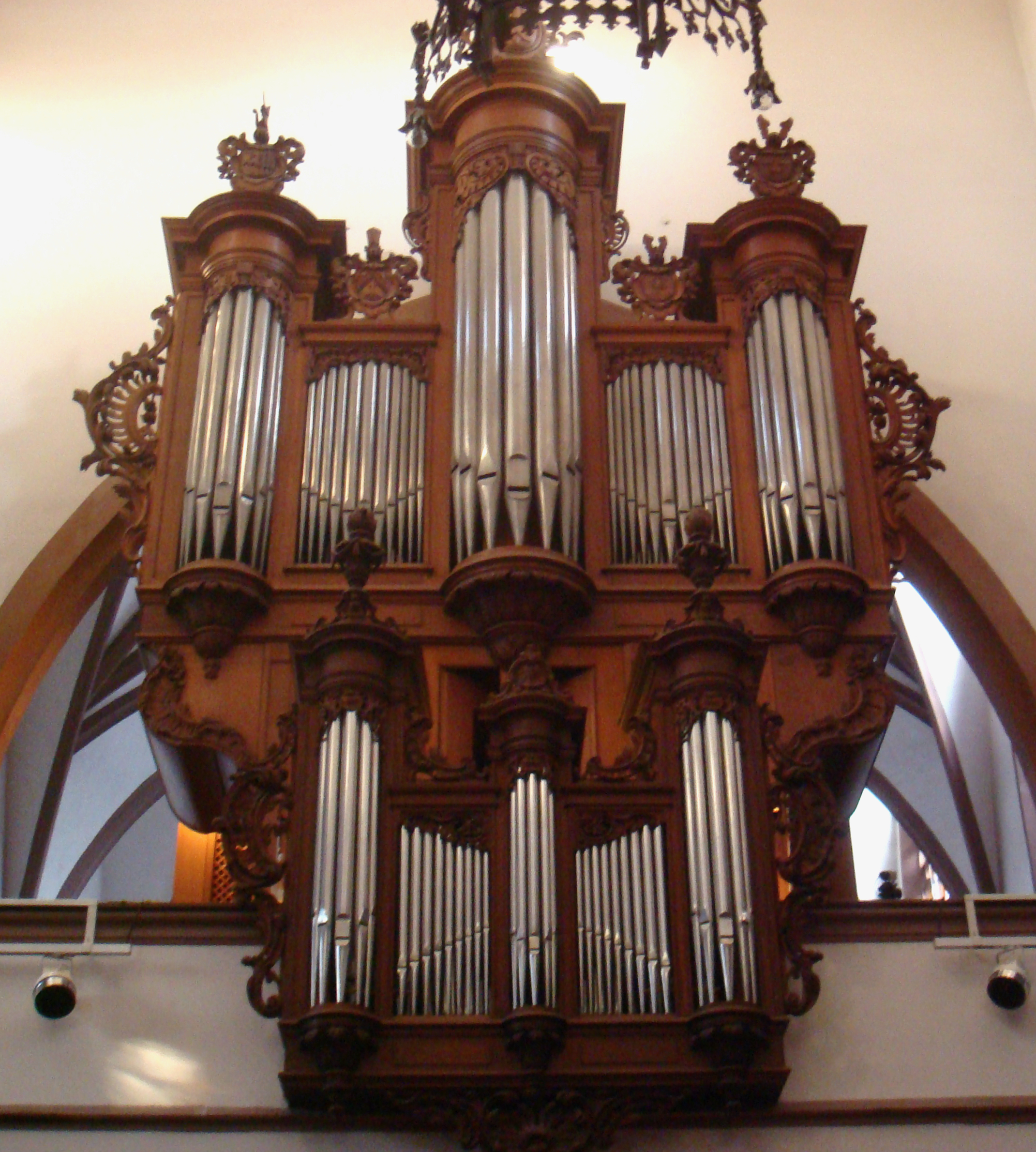
Orgelprospekt mit Rückpositiv der Peterskirche Basel

Die Orgel, deren Gehäuse von Johann Andreas Silbermann stammt, beherbergt ein 1968 erbautes Werk von Neidhart & Lhôte. Das Schleifladen-Instrument hat 32 Register auf drei Manualen und Pedal. Die Trakturen sind mechanisch.
| I Rückpositiv C–g3 |       |
| Metallgedeckt      | 8′    |
| Prinzipal          | 4′    |
| Rohrflöte          | 4′    |
| Gemshorn           | 2′    |
| Sesquialtera II    | 2 ⁄3′ |
| Scharf IV          | 1′    |
| Krummhorn          | 8′    |

| II Hauptwerk C–g3 |       |
| Quintatön         | 16′   |
| Prinzipal         | 8′    |
| Rohrgedeckt       | 8′    |
| Oktave            | 4′    |
| Spitzflöte        | 4′    |
| Quinte            | 2 ⁄3′ |
| Oktave            | 2′    |
| Mixtur V-VI       | 1 ⁄3′ |
| Trompete          | 8′    |
| Clairon           | 4′    |

| III Brustwerk C–g3 |       |
| Holzgedeckt        | 8′    |
| Blockflöte         | 4′    |
| Prinzipal          | 2′    |
| Larigot            | 1 ⁄3′ |
| Sifflöte           | 1′    |
| Glockenzimbel II   | 1⁄2′  |
| Vox humana         | 8′    |

| Pedal C–f1      |       |
| Prinzipal       | 16′   |
| Subbass         | 16′   |
| Oktavbass       | 8′    |
| Oktave          | 4′    |
| Mixtur IV       | 2 ⁄3′ |
| Posaune         | 16′   |
| Trompete        | 8′    |
| Singend Cornett | 2′    |

- Koppeln: I/II, III/II, I/P, II/P, III/P

## Aussenbereich
Vor der Westseite der Kirche befindet sich eine Gedenkstele mit einer bronzenen Porträtbüste des in Basel geborenen deutschen Dichters Johann Peter Hebel.